# Scaptomyza parva
Scaptomyza parva är en tvåvingeart som först beskrevs av Grimshaw 1901.  Scaptomyza parva ingår i släktet Scaptomyza och familjen daggflugor. Inga underarter finns listade i Catalogue of Life.